# Золотоношківська сільська рада
Золотоно́шківська сільська́ ра́да — адміністративно-територіальна одиниця та орган місцевого самоврядування у Драбівському районі Черкаської області. Адміністративний центр — село Золотоношка.

## Загальні відомості
- Населення ради: 751 особа (станом на 2001 рік)

## Населені пункти
Сільській раді були підпорядковані населені пункти:
- с. Золотоношка

## Склад ради
Рада складалася з 12 депутатів та голови.
- Голова ради: Харченко Олександр Васильович
- Секретар ради: Перехрест Анатолій Вячеславович

### Керівний склад попередніх скликань
| Прізвище, ім'я, по батькові   | Основні відомості                                                         | Дата обрання | Дата звільнення |
| ----------------------------- | ------------------------------------------------------------------------- | ------------ | --------------- |
| Корецький Борис Васильович    | Сільський голова, 1937 року народження, безпартійний                      | 26.03.2006   | 31.10.2010      |
| Харченко Олександр Васильович | Сільський голова, 1962 року народження, освіта вища, член Партії регіонів | 31.10.2010   |                 |

Примітка: таблиця складена за даними сайту Верховної Ради України

### Депутати
За результатами місцевих виборів 2010 року депутатами ради стали:

#### За суб'єктами висування
| Суб'єкт висування                                       | Кількість обраних депутатів | %    |
| ------------------------------------------------------- | --------------------------- | ---- |
| Самовисування                                           | 6                           | 50   |
| Політична партія Всеукраїнське об'єднання «Батьківщина» | 3                           | 25   |
| Народна партія                                          | 2                           | 16,7 |
| Політична партія «Сильна Україна»                       | 1                           | 8,3  |

#### За округами
| № округу                                                | Прізвище, ім'я, по батькові      | Дата визнання обраним | Освіта             | Партійна приналежність                        | Відомості про обраного депутата                                   |
| ------------------------------------------------------- | -------------------------------- | --------------------- | ------------------ | --------------------------------------------- | ----------------------------------------------------------------- |
| Народна Партія                                          |                                  |                       |                    |                                               |                                                                   |
| 4                                                       | Пасічний Сергій Миколайович      | 05.11.2010            | середня спеціальна | член Народної партії                          | ВАТ Асканія, охоронець                                            |
| 5                                                       | Некоз Юрій Петрович              | 05.11.2010            | середня спеціальна | член Народної партії                          | Драбівавтотранс, водій                                            |
| Політична партія Всеукраїнське об'єднання «Батьківщина» |                                  |                       |                    |                                               |                                                                   |
| 2                                                       | Ткаченко Віктор Петрович         | 05.11.2010            | середня            | позапартійний                                 | Дошкільний навчальний заклад «Калинка», кочегар                   |
| 9                                                       | Гарбуз Віталій Леонідович        | 05.11.2010            | середня            | позапартійний                                 | Золотоношківська загальноосвітня школа, оператор газової котельні |
| 11                                                      | Пшеченко Наталія Григорівна      | 05.11.2010            | вища               | член Всеукраїнського об'єднання «Батьківщина» | Золотоношківська загальноосвітня школа, вчитель                   |
| Політична партія «Сильна Україна»                       |                                  |                       |                    |                                               |                                                                   |
| 12                                                      | Вигулярна Яна Михайлівна         | 05.11.2010            | вища               | член Політичної партії «Сильна Україна»       |                                                                   |
| Самовисування                                           |                                  |                       |                    |                                               |                                                                   |
| 1                                                       | Назаренко Галина Андріївна       | 05.11.2010            | вища               | член Народної партії                          | Золотошківська сільська рада, секретар                            |
| 3                                                       | Ткаченко Алла Іванівна           | 05.11.2010            | середня спеціальна | член Партії регіонів                          | Золотоношківська сільська рада, діловод-касир                     |
| 6                                                       | Лисенко Світлана Іванівна        | 05.11.2010            | середня спеціальна | член Партії регіонів                          | Дошкільний навчальний заклад «Калинка», завідувачка               |
| 7                                                       | Шельман Віра Григорівна          | 05.11.2010            | середня спеціальна | член Партії регіонів                          | ТОВ АПК «Степ», ветлікар                                          |
| 8                                                       | Кузьменко Катерина Володимирівна | 05.11.2010            | середня спеціальна | член Партії регіонів                          | Золотоношківський фельдшерсько-акушерський пункт, акушер          |
| 10                                                      | Боліла Наталія Миколаївна        | 05.11.2010            | середня спеціальна | член Партії регіонів                          | Золотоношківська сільська рада, головний бухгалтер                |